# Петер Якоб Кіпп
Петрус Якобус Кіпп (народився 5 березня 1808 в Утрехті, помер 3 лютого 1864 в Делфті) — голландський фармацевт і винахідник, що працював у Делфті.
Близько 1860 року він сконструював лабораторний пристрій для отримання газів шляхом хімічної реакції, який сьогодні називається апаратом Кіппа.

## Життєпис
Кіпп склав іспит на фармацевта в 1829 році в Утрехті, захистивши дисертацію про сім речовин.  Коли він виявив, що, всупереч академічній медичній освіті загальнонаціонального значення, його іспит мав лише місцеве значення, щоб відкрити аптеку в далекому Делфті, йому довелося скласти ще один іспит у провінційній медичній раді. На початку 19 століття в Делфті, як і в інших містах, був надлишок фармацевтів. Багато хто вирішив поєднувати роботу з іншими видами діяльності. Так само Кіпп розпочав у 1830 році в Делфті торгівлю науковими приладами та хімікатами. Спочатку його хімічний бізнес приносив найбільший прибуток, але після публікації каталогу в 1850 році з інструментами, імпортованими з Німеччини та Франції, його продажі інструментів зросли.
У 1840 році Кіпп був обраний в медичну раду міста Делфта. Виконуючи цю відповідальність, він проводив різні хімічні дослідження, призначені владою, наприклад, питної води та лампового масла, що використовується для вуличного освітлення. Багато фармацевтів у той час працювали над професіоналізацію професії. Кіпп був одним із засновників у 1842 році Nederlandsche Maatschappij ter Bevordering der Pharmacy (Голландська компанія з розвитку фармації). Також у 1842 році в Делфті Король Віллем II заснував Політехнічну вищу школу. Наступного року друг Кіппа Карел Фредерік Доннадьє був призначений там професором хімії. Між 1844 і 1850 роками Кіпп заробляв додаткові гроші, перекладаючи німецькі підручники з хімії на голландську мову для використання в університеті.
У 1842 році Кіпп опублікував результати дослідження наявності арсену в печінці та нирках кроликів. Для цього дослідження він використовував апарат для отримання водню, розроблений у 1836 році англійським вченим Джеймсом Маршем. Оскільки виробництво водню не можна було легко зупинити під час експериментів, Кіпп був незадоволений проектом і вирішив розробити власний газовий генератор. Його першу версію створив німецький склодув Генріх Гейслер; але був дуже крихким. Того ж року Kipp створює новий дизайн, створений знову ж таки Geißler. Ця конструкція буде моделлю для всіх майбутніх версій апарату Кіппа. У 1844 році Кіпп опублікував два описи в Tijdschrift voor Handel and Nijverheid (Журнал для торгівлі та промисловості).[1] Найстаріший відомий екземпляр апарату належить Музею Бурхаве в Лейдені. Він має 62 см у висоту і був виготовлений між 1845 і 1875 роками.
Кіпп був одружений з Ганною Петронеллою Регіною Хейлігерс. Разом у них було десятеро дітей. Після його смерті в 1864 році його діяльність продовжили його дружина та їхні сини Віллем і Антон під ім'ям «P.J. Kipp en Zonen.' Віллем керував аптекою, пізніше під своїм іменем W.A. Кіппа», тоді як Антон займався торгівлею хімікатами та інструментами. Наприкінці 19 століття власне виробництво наукових і медичних приладів набуло більшого значення, ніж імпорт іноземної продукції. У 2008 році три компанії все ще працюють: дельфтська аптека W.A. Kipp, дельфтський виробник приладів Kipp & Zonen і торгова компанія Salm and Kipp.

## Інтернет-ресурси
- Geschichte der Firma Kipp und Söhne
- Kurze niederländische Biografie, pdf